# Dundalk Football Club
El Dundalk Football Club (en irlandés: Cumann Peile Dhún Dealgan) es un club de fútbol de Irlanda, con sede en Dundalk, Condado de Louth. Compite en la Primera División, la segunda categoría del fútbol irlandés. Fundado en 1903, es el segundo equipo más exitoso, en términos de trofeos ganados, en la historia de la liga. Los partidos en casa se juegan en Oriel Park. El equipo mantiene una histórica rivalidad local con el Drogheda United.
Desde 1999, y en conjunto con el Linfield de Belfast, de la Liga Norirlandesa, el club ha participado en un programa de paz y reconciliación, conocido como el Proyecto Dunfield, que a través del fútbol facilita la reunión de jóvenes de Dundalk y Comunidades de Belfast.
En 2016, el club se convirtió en el primer equipo irlandés en alcanzar la ronda de play-off de la Liga de Campeones de la UEFA después de su victoria global de 3-1 sobre BATE Borisov. Fueron derrotados por el Legia Varsovia en la ronda final de play-offs y en su lugar participaron en la UEFA Europa League. Se convirtieron en el primer equipo irlandés en empatar y ganar un partido de la fase de grupos en la competición europea cuando empataron contra el AZ Alkmaar 1-1 y vencieron al Maccabi Tel Aviv por 1-0 en casa.

## Historia
Los primeros informes de prensa del fútbol en Dundalk aparecieron en el Dundalk Democrat el 17 de diciembre de 1892, cuando apareció un artículo sobre un partido que había ocurrido nueve días antes en el que participaba un club llamado Dundalk. El equipo Dundalk había derrotado a Institución 2º XI por 1-0.
El deporte gradualmente se estableció en un pueblo en desarrollo, que tenía fuertes lazos con la infraestructura militar y ferroviaria dada su ubicación entre Dublín y Belfast, así como con los enlaces a los puertos locales. Afiliado a la Asociación de Fútbol de Leinster antes del comienzo del siglo XX, un equipo de Dundalk, comúnmente conocido como Rovers, tomó su lugar en la Leinster Senior League en 1900-01 por primera vez. El club continuó existiendo (como el club más apoyado de la ciudad) hasta el estallido de la Primera Guerra Mundial en 1914.
Sin embargo, otros clubes también comenzaron a hacer sentir su presencia en la localidad. Uno en particular, el Great Northern Railway Association Club, también conocido como Dundalk GNR, fundado en septiembre de 1903, el moderno Dundalk Football Club. El Dundalk GNR se ubicó en los terrenos atléticos y compitió en Dundalk y la District League desde 1905 hasta 1914, aunque la cobertura de los medios siguió siendo irregular. El club también participaba en la Newry League en ese momento, pero el cambio político a nivel nacional afectaría esto. Tras la formación de la Asociación de Fútbol del Estado Libre Irlandés (FAIFS, que posteriormente se convertiría en la Asociación de Fútbol de Irlanda o FAI) en Dublín para gobernar el fútbol en el Estado Libre Irlandés, el control del fútbol en Irlanda del Norte quedó en manos de la Irish Football Association (IFA).
El Dundalk GNR no estuvo involucrado en la incipiente Liga de Irlanda, que comenzó al comienzo de la temporada 1921-22. Se trataba solo de clubes con sede en Dublín, todos los cuales se habían intensificado desde la División Senior de Leinster Senior League. Esto finalmente abrió el camino para que el Dundalk GNR pasara a la Leinster Senior League. Fue el único club fuera de la capital que compitió en la temporada 1922-23. Su primer partido se jugó el 7 de octubre de 1922 contra el Inchicore United y terminó con una derrota por 2-1. Sin embargo, el club consiguió un tercer puesto en la temporada 1925-26 lo que allanó el camino para que el club ascendiera a la Liga Senior de Estado Libre de Irlanda. El primer partido en la Liga de Irlanda terminó en una derrota 2-1 frente al Fordsons. Cuatro temporadas después, el club estaba listo para establecerse en la elite, la Irish Free State Senior League, que incluía al Shelbourne, Bohemians y Shamrock Rovers. El club, aún conocido como Dundalk GNR, y continuando en el uniforme negro y ámbar de sus orígenes anteriores a la Primera Guerra Mundial.
El club pasó a llamarse Dundalk F.C. en 1930 y se convirtió en el primer equipo provincial en ganar el título de la liga en 1932-33. El club se mudó a su sede actual, Oriel Park, en 1936. En la década de 1970 y 1980, el club tuvo un desempeño impresionante en las competiciones europeas, jugando contra clubes como PSV Eindhoven, Hajduk Split, Celtic, FC Porto y Tottenham Hotspur.
Con casi cincuenta trofeos ganados, incluyendo nueve títulos de liga, un título de Primera División y haber disputado catorce finales de la Copa FAI, el club tiene uno de los palmarés más exitosos en el fútbol de Irlanda. Casi un centenar de jugadores del club han obtenido honores representativos para Irlanda y la Liga de Irlanda.
El 8 de noviembre de 2015, Dundalk F.C completó su primer doblete desde 1988, anotando el gol de la victoria en el minuto 107, Lo que les llevó a ganar la Copa FAI contra el Cork, que se sumó a su título de liga ya conseguido. El 6 de noviembre de 2016, Dundalk perdió por 1-0 ante el Cork City en la final de la copa, perdiendo la oportunidad de otro doblete.
En 2016, el Dundalk hizo historia al llegar a la ronda de playoff de la Liga de Campeones de la UEFA 2016-17 al derrotar al FH y BATE Borisov, pero perdieron 3-1 en el global ante el Legia Varsovia, y como resultado cayó en la UEFA Europa League. 

## Símbolos

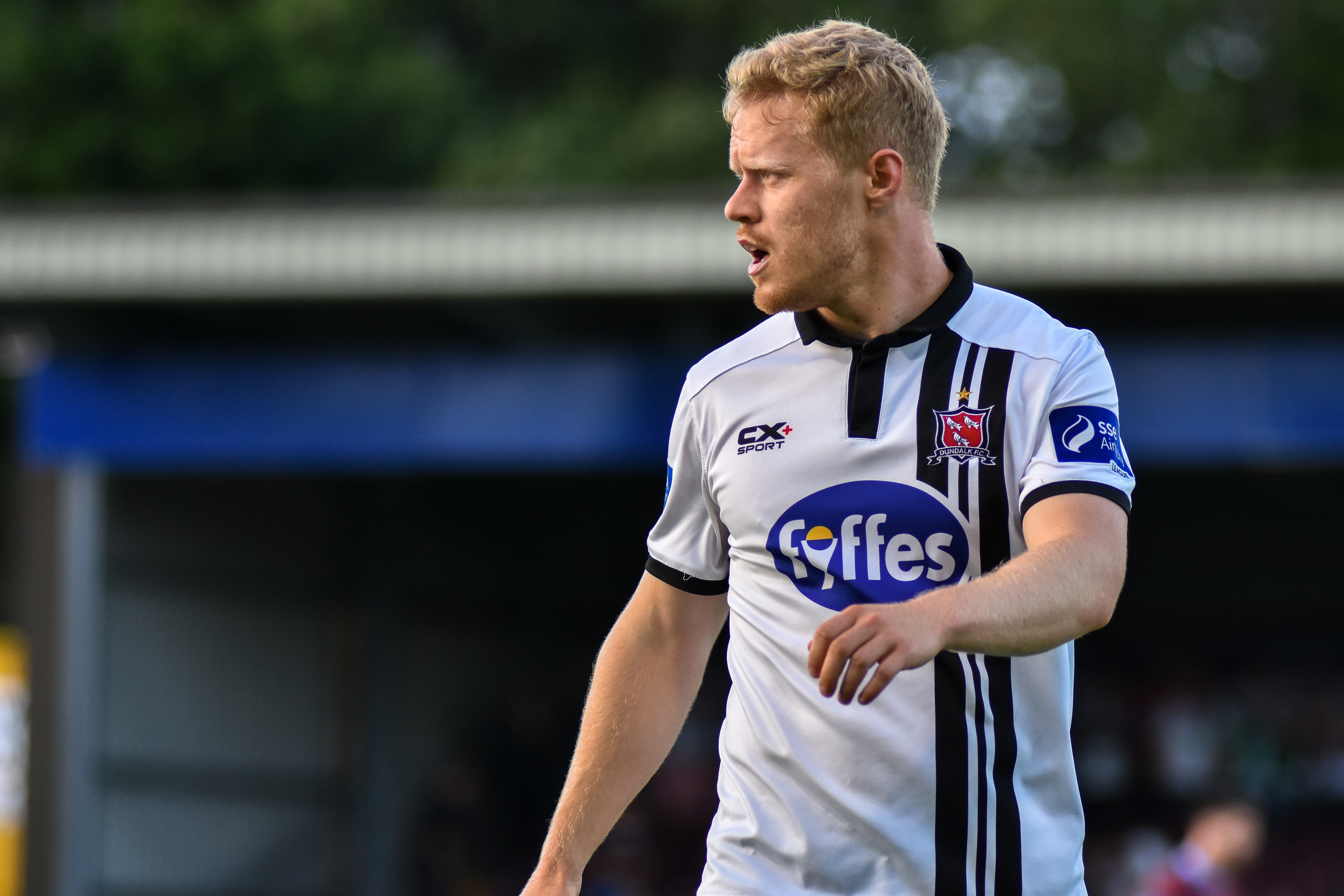
Daryl Horgan en un partido entre el Dundalk FC y Galway United en 2016.

Los colores tradicionales del Dundalk son camisetas blancas (de los cuales obtienen su apodo, los Lillywhites) y pantalones cortos negros. Sin embargo, no siempre ha sido el caso. Mientras jugaba bajo los auspicios del Great Northern Railway, el club jugó en un uniforme negro y rayas naranjas hasta 1927 cuando el equipo adoptó una tira de camisetas blancas, con escudo azul (el escudo de Dundalk) y pantalones cortos azul marino. El apodo de GNR se abandonó dos temporadas más tarde y el equipo pasó a llamarse Dundalk F.C. en 1930.
El escudo del club presenta tres míticas merletas. El diseño es una adaptación de los símbolos heráldicos del escudo de la ciudad de Dundalk, que también representan merletas rojas en un escudo predominantemente blanco. El escudo azul original que representa tres "cuervos", como se hace referencia en la prensa local, fue adoptado cuando el club cambió sus colores en 1927.

## Palmarés

### Torneos nacionales
- Liga de Irlanda (14): 1932-33, 1962-63, 1966-67, 1975-76, 1978-79, 1981-82, 1987-88, 1990-91, 1994-95, 2014, 2015, 2016, 2018, 2019
- Copa de Irlanda (12): 1941-42, 1948-49, 1951-52, 1957-58, 1976-77, 1978-79, 1980-81, 1987-88, 2001-02, 2015, 2018, 2020
- Copa de la Liga de Irlanda (7): 1977-78, 1980-81, 1986-87, 1989-90, 2014, 2017, 2019
- Escudo de la Liga de Irlanda (2): 1966-67, 1971-72
- Copa de la Ciudad de Dublín (5): 1937-38, 1942-43, 1948-49, 1967-68, 1968-69
- Top Four Cup (2): 1963-64, 1966-67
- Supercopa de Irlanda (3): 2015, 2019, 2021
- Primera División de Irlanda (2): 2000-01, 2008
- Copa Dublín-Belfast (1): 1941-42

### Torneos regionales
- Copa de Leinster (7): 1950-51, 1960-61, 1970-71, 1973-74, 1976-77, 1977-78, 2015
- Liga de Dundalk (2): 1919-20, 1920-21

## En Europa

### Tabla de partidos
Actualizado 8 de julio de 2021
| Competición                            | PJ | PG | PE | PP | GF | GC  |
| -------------------------------------- | -- | -- | -- | -- | -- | --- |
| Copa de Europa / UEFA Champions League | 28 | 4  | 9  | 15 | 23 | 53  |
| Copa de la UEFA/Europa League          | 37 | 9  | 5  | 23 | 34 | 73  |
| Europa Conference League               | 9  | 4  | 3  | 2  | 16 | 11  |
| Recopa de Europa                       | 8  | 2  | 1  | 5  | 7  | 14  |
| Copa de Ferias                         | 6  | 1  | 1  | 4  | 4  | 25  |
| TOTAL                                  | 94 | 20 | 23 | 51 | 87 | 185 |

### Participación en competiciones de la UEFA
| Temporada | Torneo                   | Ronda             | Club                     | Local      | Visitante  | Global         |
| --------- | ------------------------ | ----------------- | ------------------------ | ---------- | ---------- | -------------- |
| 1963–64   | Copa de Europa           | Preliminar        | Zürich                   | 0–3        | 2–1        | 2–4            |
| 1967–68   | Copa de Europa           | Preliminar        | Vasas                    | 0–1        | 1–8        | 1–9            |
| 1968–69   | Copa de la Feria         | 1                 | Utrecht                  | 2–1 (t.e.) | 1–1        | 3–2            |
| 1968–69   | Copa de la Feria         | 2                 | Rangers                  | 0–3        | 1–6        | 1–9            |
| 1969–70   | Copa de la Feria         | 1                 | Liverpool                | 0–4        | 0–10       | 0–14           |
| 1976–77   | Copa de Europa           | 1                 | PSV                      | 1–1        | 0–6        | 1–7            |
| 1977–78   | Recopa de Europa         | 1                 | Hajduk Split             | 1–0        | 0–4        | 1–4            |
| 1979–80   | Copa de Europa           | Preliminar        | Linfield                 | 1–1        | 2–0        | 3–1            |
| 1979–80   | Copa de Europa           | 1                 | Hibernians               | 2–0        | 0–1        | 2–1            |
| 1979–80   | Copa de Europa           | 2                 | Celtic                   | 0–0        | 2–3        | 2–3            |
| 1980–81   | Copa de la UEFA          | 1                 | Porto                    | 0–0        | 0–1        | 0–1            |
| 1981–82   | Recopa de Europa         | 1                 | Fram                     | 4–0        | 1–2        | 5–2            |
| 1981–82   | Recopa de Europa         | 2                 | Tottenham Hotspur        | 1–1        | 0–1        | 1–2            |
| 1982–83   | Copa de Europa           | 1                 | Liverpool                | 1–4        | 0–1        | 1–5            |
| 1987–88   | Recopa de Europa         | 1                 | Ajax                     | 0–2        | 0–4        | 0–6            |
| 1988–89   | Copa de Europa           | 1                 | Estrella Roja            | 0–5        | 0–3        | 0–8            |
| 1989–90   | Copa de la UEFA          | 1                 | Wettingen                | 0–2        | 0–3        | 0–5            |
| 1991–92   | Copa de Europa           | 1                 | Honvéd                   | 0–2        | 1–1        | 1–3            |
| 1995–96   | Copa de la UEFA          | Preliminar        | Malmö                    | 0–2        | 0–2        | 0–4            |
| 2002–03   | Copa de la UEFA          | Preliminar        | Varteks                  | 0–4        | 0–5        | 0–9            |
| 2010–11   | UEFA Europa League       | 1ª Clasificatoria | Grevenmacher             | 2–1        | 3–3        | 5–4            |
| 2010–11   | UEFA Europa League       | 2ª Clasificatoria | Levski Sofia             | 0–2        | 0–6        | 0–8            |
| 2014–15   | UEFA Europa League       | 1ª Clasificatoria | Jeunesse Esch            | 3–1        | 0–2        | 5–1            |
| 2014–15   | UEFA Europa League       | 2ª Clasificatoria | Hajduk Split             | 0–2        | 2–1        | 2–3            |
| 2015–16   | UEFA Champions League    | 2ª Clasificatoria | BATE Borisov             | 0–0        | 1–2        | 1–2            |
| 2016–17   | UEFA Champions League    | 2ª Clasificatoria | FH                       | 1–1        | 2–2        | 3–3 (gv)       |
| 2016–17   | UEFA Champions League    | 3ª Clasificatoria | BATE Borisov             | 3–0        | 0–1        | 3–1            |
| 2016–17   | UEFA Champions League    | Play-off          | Legia de Varosvia        | 0–2        | 1–1        | 1–3            |
| 2016–17   | UEFA Europa League       | Grupo D           | Zenit de San Petersburgo | 1–2        | 1–2        | 4º Lugar       |
| 2016–17   | UEFA Europa League       | Grupo D           | AZ                       | 0–1        | 1–1        | 4º Lugar       |
| 2016–17   | UEFA Europa League       | Grupo D           | Maccabi Tel Aviv         | 1–0        | 1–2        | 4º Lugar       |
| 2017–18   | UEFA Champions League    | 2ª Clasificatoria | Rosenborg                | 1–1        | 1–2 (t.e.) | 2–3            |
| 2018–19   | UEFA Europa League       | 1ª Clasificatoria | Levadia Tallinn          | 2–1        | 1–0        | 3–1            |
| 2018–19   | UEFA Europa League       | 2ª Clasificatoria | AEK Larnaca              | 0–0        | 0–4        | 0–4            |
| 2019–20   | UEFA Champions League    | 1ª Clasificatoria | Riga                     | 0–0        | 0–0        | 0–0 (5:4 p.)   |
| 2019–20   | UEFA Champions League    | 2ª Clasificatoria | Qarabağ                  | 1–1        | 0–3        | 1–4            |
| 2019–20   | UEFA Europa League       | 3ª Clasificatoria | Slovan Bratislava        | 1–3        | 0–1        | 1–4            |
| 2020–21   | UEFA Champions League    | 1ª Clasificatoria | Celje                    | –          | 0–3        | 0–3            |
| 2020–21   | UEFA Europa League       | 2ª Clasificatoria | Inter Club d'Escaldes    | –          | 1–0        | 1–0            |
| 2020–21   | UEFA Europa League       | 3ª Clasificatoria | Sheriff Tiraspol         | –          | 1–1        | 1–1 (5:3 pen.) |
| 2020–21   | UEFA Europa League       | Play-Off          | KÍ                       | 3–1        | –          | 3–1            |
| 2020–21   | UEFA Europa League       | Grupo B           | Molde                    | 1–2        | 1–3        | 4º Lugar       |
| 2020–21   | UEFA Europa League       | Grupo B           | Arsenal                  | 2–4        | 0–3        | 4º Lugar       |
| 2020–21   | UEFA Europa League       | Grupo B           | Rapid Viena              | 1–3        | 3–4        | 4º Lugar       |
| 2021–22   | Europa Conference League | 1ª Clasificatoria | Newtown                  | 4–0        | 1–0        | 5–0            |
| 2021–22   | Europa Conference League | 2ª Clasificatoria | Levadia                  | 2–2        | 2–1        | 4–3            |
| 2021–22   | Europa Conference League | 3ª Clasificatoria | Vitesse                  | 1–2        | 2–2        | 3–4            |
| 2021–22   | Europa Conference League | 1ª Clasificatoria | Bruno's Magpies          | 3-1        | 0–0        | 3-1            |
| 2021–22   | Europa Conference League | 2ª Clasificatoria | KA                       | 2–2        | 1-3        | 3-5            |